# 赤尾好夫
赤尾 好夫（あかお よしお、1907年（明治40年）3月31日 – 1985年（昭和60年）9月11日）は、日本の出版人、放送人である。

## 経歴
山梨県東八代郡英村（現笛吹市石和町）出身。1931年、東京外国語学校（東京外国語大学の前身校）イタリア語科卒業。同年10月、歐文社（現在の旺文社）を設立。この他に文化放送や日本教育テレビ（現在はテレビ朝日）の創業や、放送大学の設立にも貢献し、また実用英語技能検定や全日本学芸科学コンクールの創立（1957年）にも協力。教育と情報の融合に努め、日本メディア界の発展に貢献した。
趣味人としても知られ、書画骨董の収集品は財団法人センチュリー文化財団に収蔵されている。また、射撃においては全日本選手権で優勝し、1954年の世界選手権で銀メダルを獲得するほどの腕前でもあり、長きにわたり社団法人全日本狩猟倶楽部の会長も務めた。
戦時中に戦意高揚を煽った廉で、敗戦後は公職追放を受けた。かつて旺文社の労組で赤尾と対立した音楽評論家の志鳥栄八郎は「赤尾社長は、だいたいが右翼系で、そちらのパージになったこともある人だけに、赤いものは、赤旗はもちろんのこと、赤い腰巻きまで嫌がった」と語っている。
赤尾一夫（旺文社第2代社長）、赤尾文夫（旺文社第3代社長）は子息である。

## 栄誉
- 文部大臣賞、1959年、社会教育法10周年記念にあたり社会教育功労者として受賞
- 紺綬褒章、1966年
- 藍綬褒章、1967年
- 勲二等旭日重光章、1977年
- 銀大勲章付大聖グレゴリオ市民二等騎士章、1980年、ローマ法皇ヨハネ・パウロ2世より駐日バチカン大使を通じて受賞
- 勲一等瑞宝章、1985年
- 従三位、1985年

## 著書
- 『英語の綜合的研究』旺文社、1941年初版。ISBN 9784010339145  - 通称「英綜」。
- 『英語基本単語集』旺文社、1942年初版。ISBN 9784010312223  - 通称「赤尾の豆単」。
- 『英語基本単語熟語集』旺文社、1950年初版。ISBN 9784010312230
- 『英語単語熟語の綜合的研究』旺文社、1950年初版。ISBN 9784010339145  - 通称「単綜」。